# Батятычи
Батя́тычи или Батя́тичи (укр. Батятичі) — село в Каменка-Бугской городской общине Львовского района Львовской области Украины, одно из крупнейших сёл в области.
Расположено на речке Батючке, притоке Западного Буга, в 4 км от районного центра и железнодорожной станции Каменка-Бугская на линии Сапежанка — Киверцы. Через село проходит автодорога Каменка-Бугская — Жолква. Население составляет 1949 человек (2008 г.).
Территория села, в основном, равнинная. К востоку и югу от него преобладает холмистая местность. Высота Каменной горы, расположенной у села, составляет 284 м над уровнем моря и является одной из самых высоких точек в северной части Львовской области. По этим холмам мимо села проходит главный европейский водораздел между Северным и Чёрным морями. Севернее Батятычей находится большой лесной массив, простирающийся от города Броды через Великие Мосты и Белз к Раве-Русской и далее в Польшу.

## История
Территория Батятычей была заселена ещё в глубокой древности. На околице села археологами было обнаружено поселение бронзового века, датируемое II тысячелетием до нашей эры. Поселение существовало здесь и в древнеславянские времена.
Батятычи впервые упоминаются в 1405 году. Датой основания села принято считать 1508 год. Село находилось в составе Польши и в XV—XVIII веках входило в состав Львовской земли Русского воеводства. Оно являлось собственностью польского короля, сдававшего его в аренду местной шляхте. В середине XV в. Батятычи и окрестные земли арендовал каменский староста Ю. Струмило.
Жители Батятычей терпели большой ущерб от опустошительных турецко-татарских набегов. На протяжении XVI—XVII вв. турки и татары несколько раз нападали на село. Они грабили жителей, многих из них угоняли в плен и всё жгли на своём пути.
За особые заслуги в польско-шведской войне король Ян II Казимир в 1659 году пожаловал Батятычи вместе с селами Желдецом и Купичволей львовскому мещанину купцу греческого происхождения Юрию (Георгию) Папаре.
В 1662—1666 годах Батятычами владел воевода люблинский Владислав Рея, который позже продал его опять Папаре. Село затем переходило по наследству в этой семье. До второй мировой войны Батятычами владела семья Данчинских, состоявших в родстве с Папарами. Таким образом, семейство Папаров владело Батятычами почти 300 лет.
В 1772 году Батятычи в составе Восточной Галиции вошли в состав Австро-Венгерской империи. В 1782—1867 годах село входило в состав Жолковского округа, в 1867—1918 годах — Жолковского уезда, в 1919—1939 — во Львовском воеводстве в составе Польши, в 1939—1991 — в составе УССР.
В начале XX в. население Батятычей (включая хутора Ворожбин и Липники) составляло 3635 чел. В 1853 году здесь открылась одноклассная приходская школа с украинским языком преподавания.
С 1920 года село находилось в составе Каменско-Струмиловского уезда Тарнопольского воеводства.
29 июня 1941 года, ровно через неделю после нападения на СССР, Батятычи были оккупированы немецкими подразделениями.
18 июля 1944 года войска 1-го Украинского фронта, выбили фашистов из села. Здесь размещался штаб фронта во главе с командующим И. С. Коневым и членом ГКО Н. С. Хрущёвым.

## Достопримечательности

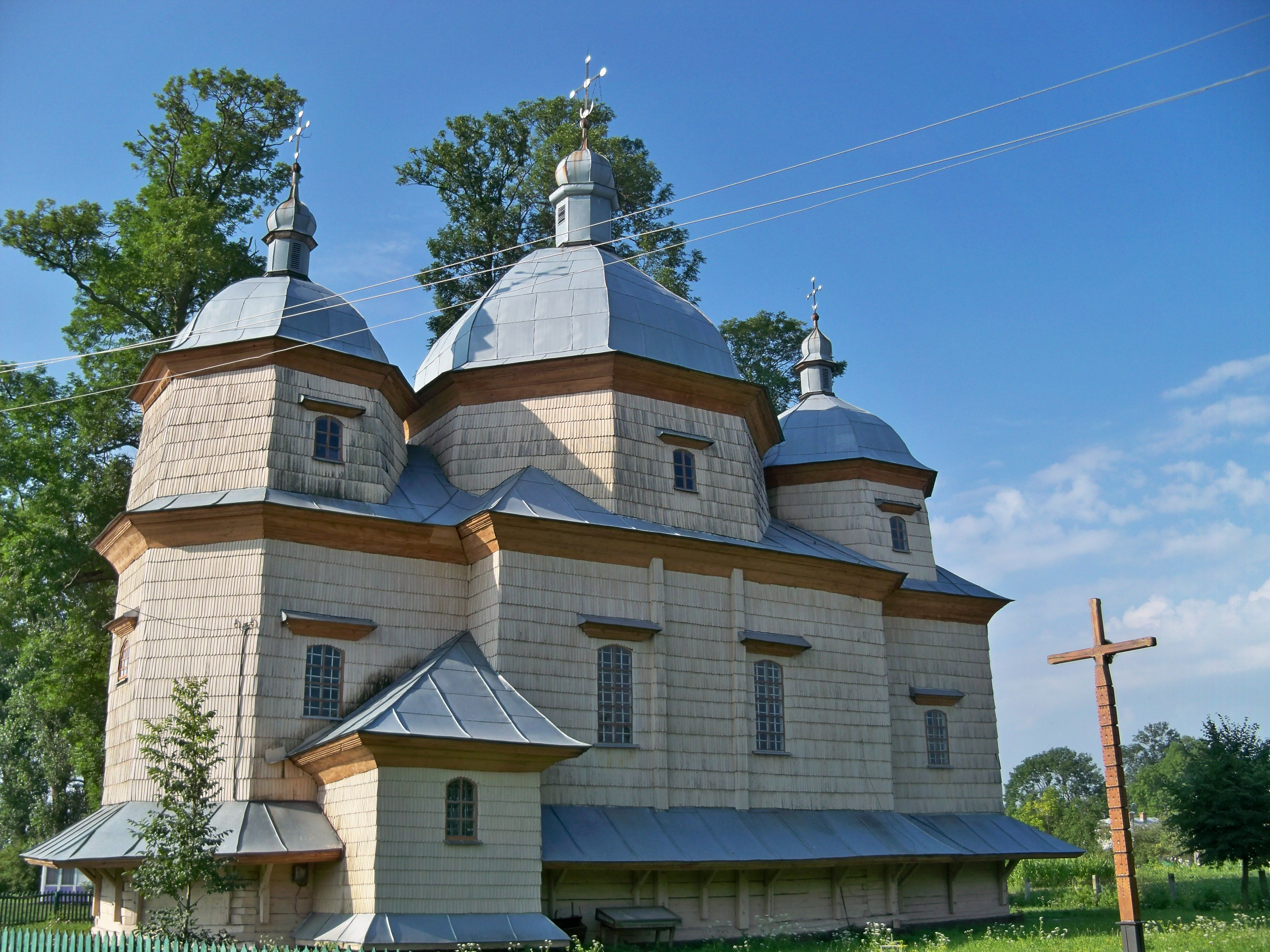
Церковь Святого Юрия

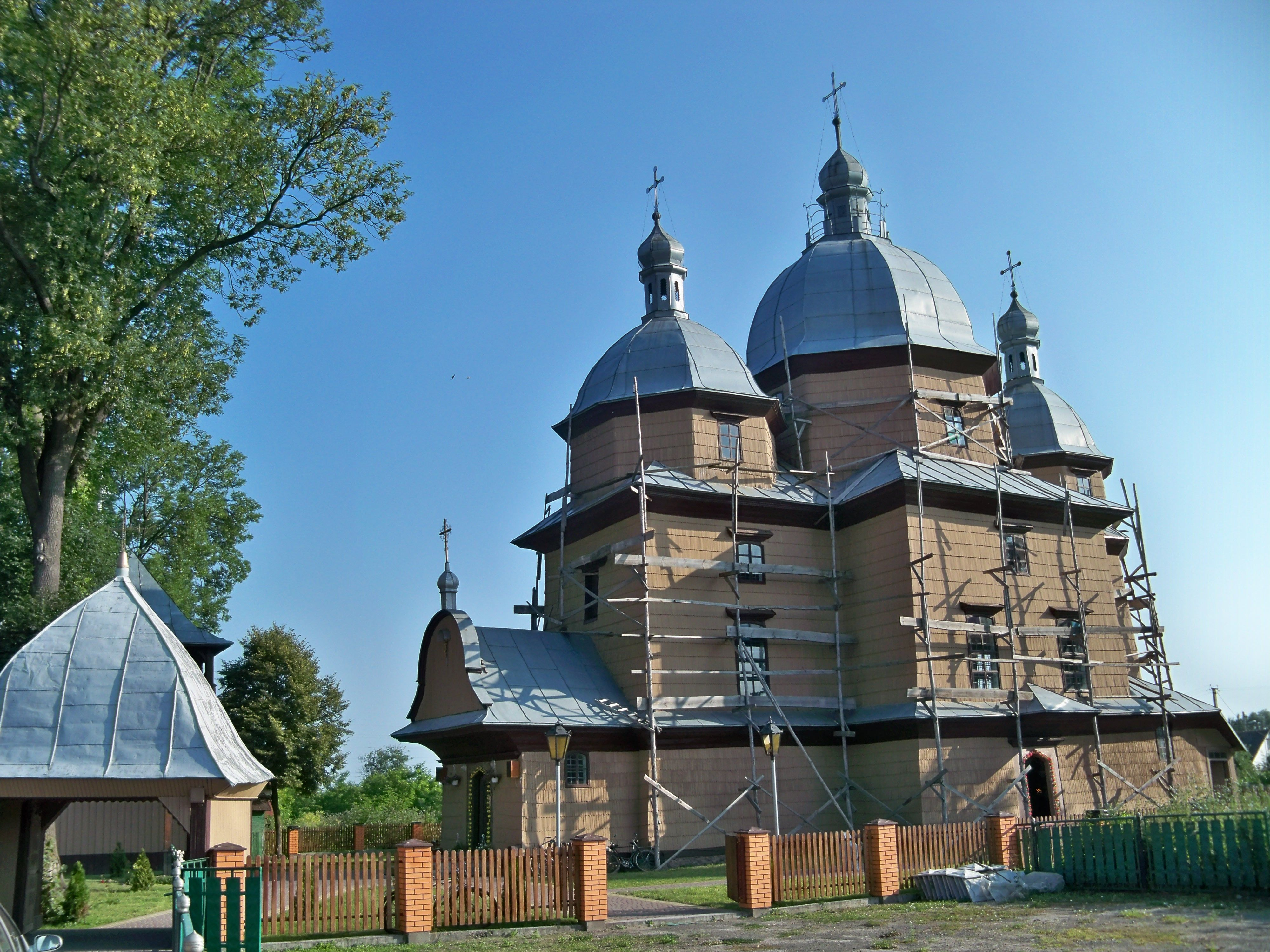
Церковь Собора Пресвятой Богородицы

- Церковь Святого Юрия (1759) — памятник архитектуры национального значения, сооружена на средства Константина Папары
- Церковь Собора Пресвятой Богородицы — памятник архитектуры местного значения. Первое упоминание о церкви датируется 1564—1565 гг. Существующий храм построен в 1788 году
- Костёл св. Ядвиги (XVIII в)

## Известные уроженцы
- Зубрицкий, Денис Иванович (1777—1862) — украинский историк, этнограф, архивист.
- Куровец, Иван — украинский общественный и политический деятель.
- Мацялко, Иван Алексеевич (1956—2007) — украинский эстрадный певец. Народный артист Украины.